# Unadilla, Georgia
Unadilla är en ort i Dooly County i Georgia. Vid 2020 års folkräkning hade Unadilla 3 118 invånare.

## Kända personer från Unadilla
- David Ragan, racerförare